# Menella unilateralis
Menella unilateralis är en korallart som först beskrevs av Studer 1895.  Menella unilateralis ingår i släktet Menella och familjen Plexauridae. Inga underarter finns listade i Catalogue of Life.